# Артибаш
Артибаш (рос. Артыбаш) — село Турочацького району, Республіка Алтай Росії. Входить до складу Артибаського сільського поселення.
Населення — 612 осіб (2015 рік).